# Tempio Pausania
Tempio Pausania (en gallurese ou en langue corse, Tempiu) est une commune italienne de la province de Sassari .

## Géographie
La ville est située au nord de la Sardaigne dans la région des monte Limbara culminant sur son territoire à 1 359 mètres.

## Histoire
Tempio Pausania a pris de l'importance par rapport à Olbia quand l'ancienne capitale du judicat de la Gallura, alors appelée Civita est entrée en décadence.
En 1983, un important incendie a dévasté la région et fait plusieurs morts : l'incendie de Curraggia.

## Administration
| Période                                  | Période  | Identité       | Étiquette       | Qualité |
| ---------------------------------------- | -------- | -------------- | --------------- | ------- |
| Mai 2010                                 | En cours | Romeo Frediani | Parti démocrate |         |
| Les données manquantes sont à compléter. |          |                |                 |         |

### Hameaux
Nuchis, Bassacutena, San Pasquale

### Communes limitrophes
Aggius, Aglientu, Arzachena, Berchidda, Bortigiadas, Calangianus, Erula (SS), Luogosanto, Luras, Oschiri, Palau, Perfugas (SS), Santa Teresa Gallura, Tula (SS)

## Culture

### Langue
La langue parlée à Tempio, le gallurais, est très proche de l'oltramontano corse et assez différente, malgré les nombreuses influences réciproques, du sarde proprement dit.

### Festivités
- Carnaval de Tempio Pausania

### Monuments
C'est le centre culturel et administratif de la Gallura. Son centre historique présente une architecture typique de palais en granit dont la cathédrale San Pietro Apostolo (consacrée en 1219 et restaurée dans le style baroque dans les années 1830), l'église del Purgatorio, l'église Santa Croce (datant de 1200), l'église San Francesco (de style renaissance), le couvent des frères Scolopi, l'oratoire del Rosario (XIIIe et XIVe siècle) et la maison de Nino di Gallura.

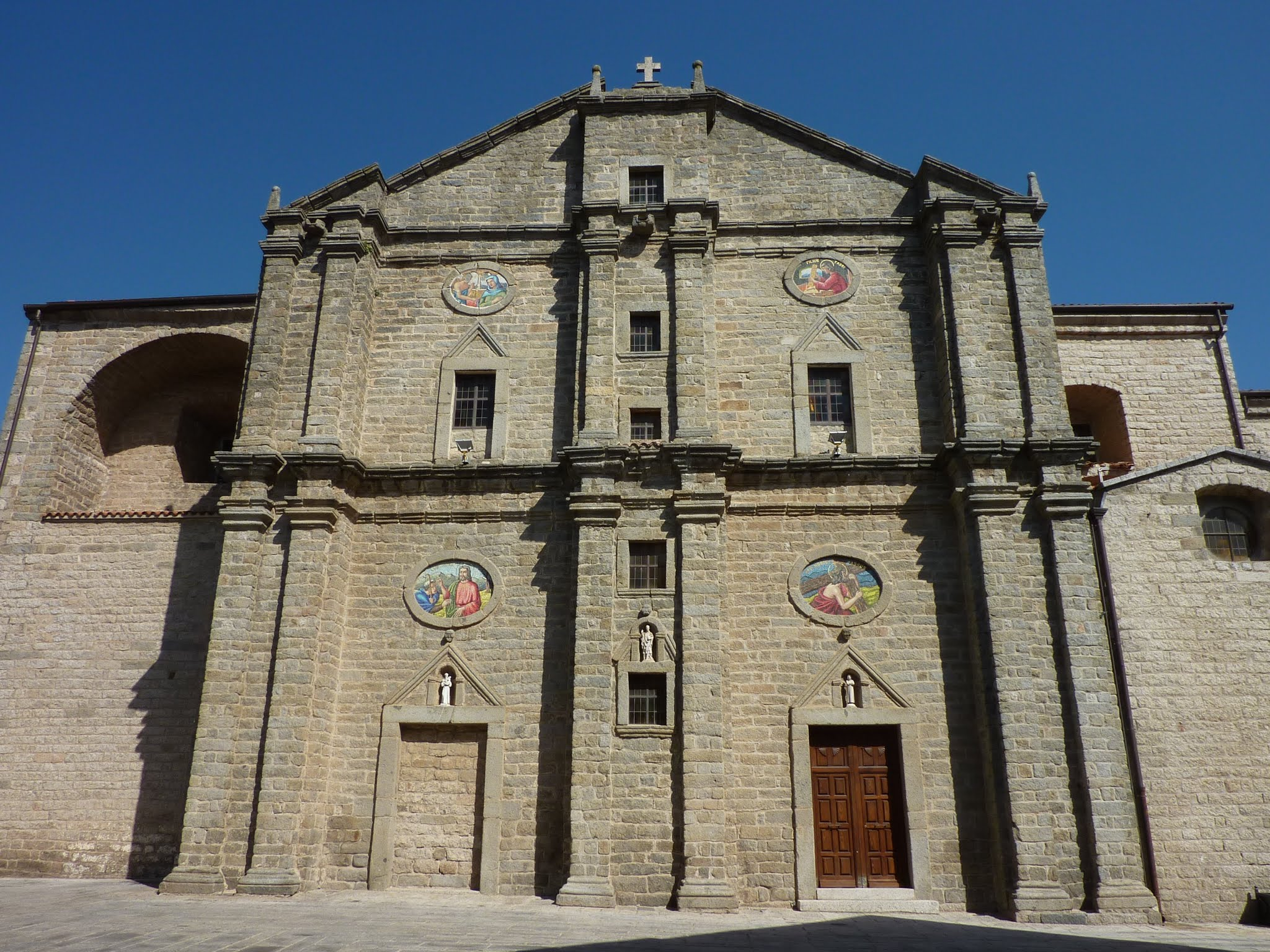
La cathédrale San Pietro Apostolo
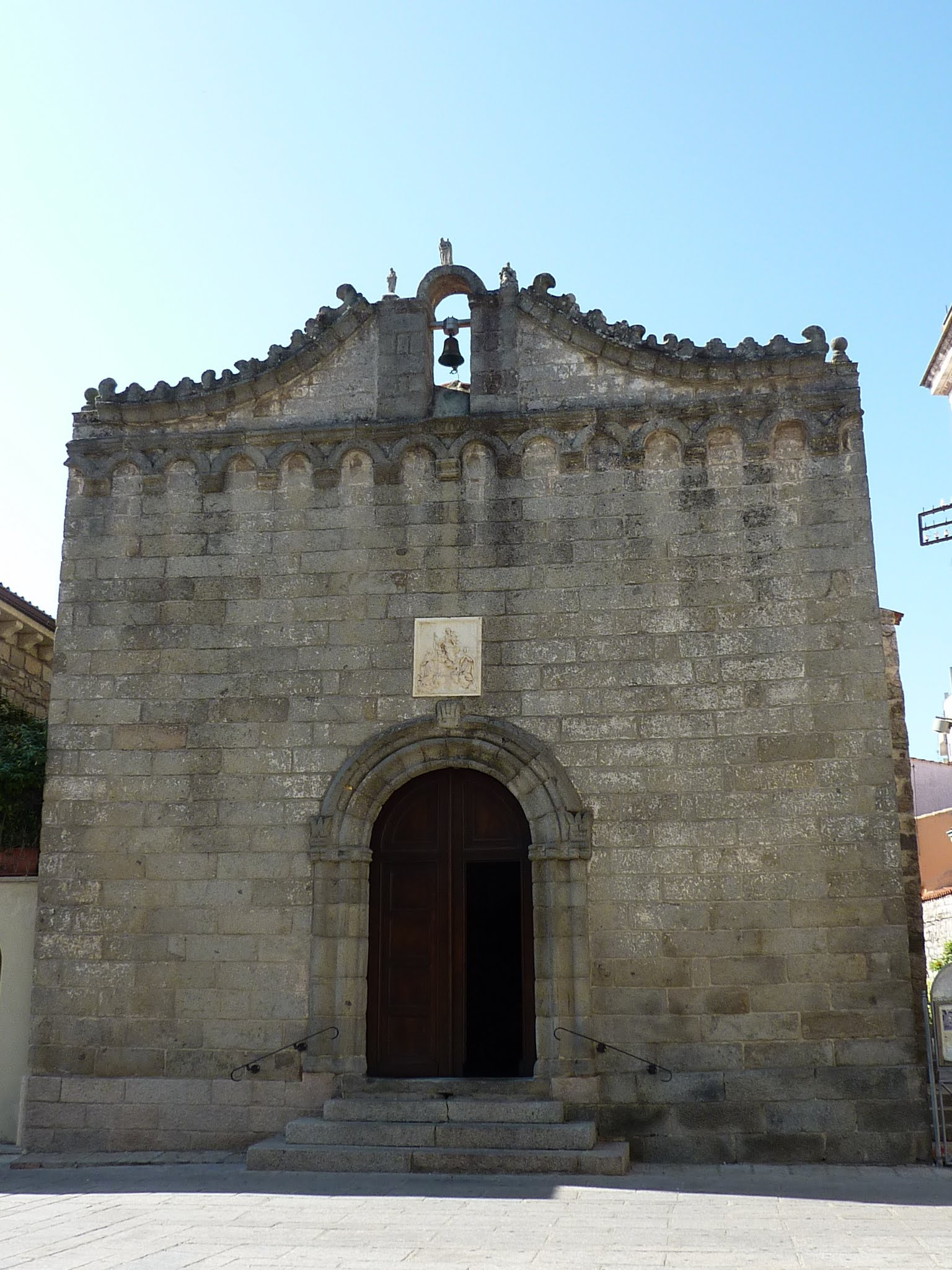
L'oratoire del Purgatorio

À proximité de la ville se trouvent plusieurs centres nuragiques dont Nuraghe Izzana.

### Sport
La ville dispose de son propre stade, le Stade Nino Manconi, qui accueille le principal club de football de la ville, l'US Tempio 1946.

## Personnalités liées
- Bernardo de Muro (1881-1955), né à Tempio Pausania, chanteur d'opéra.

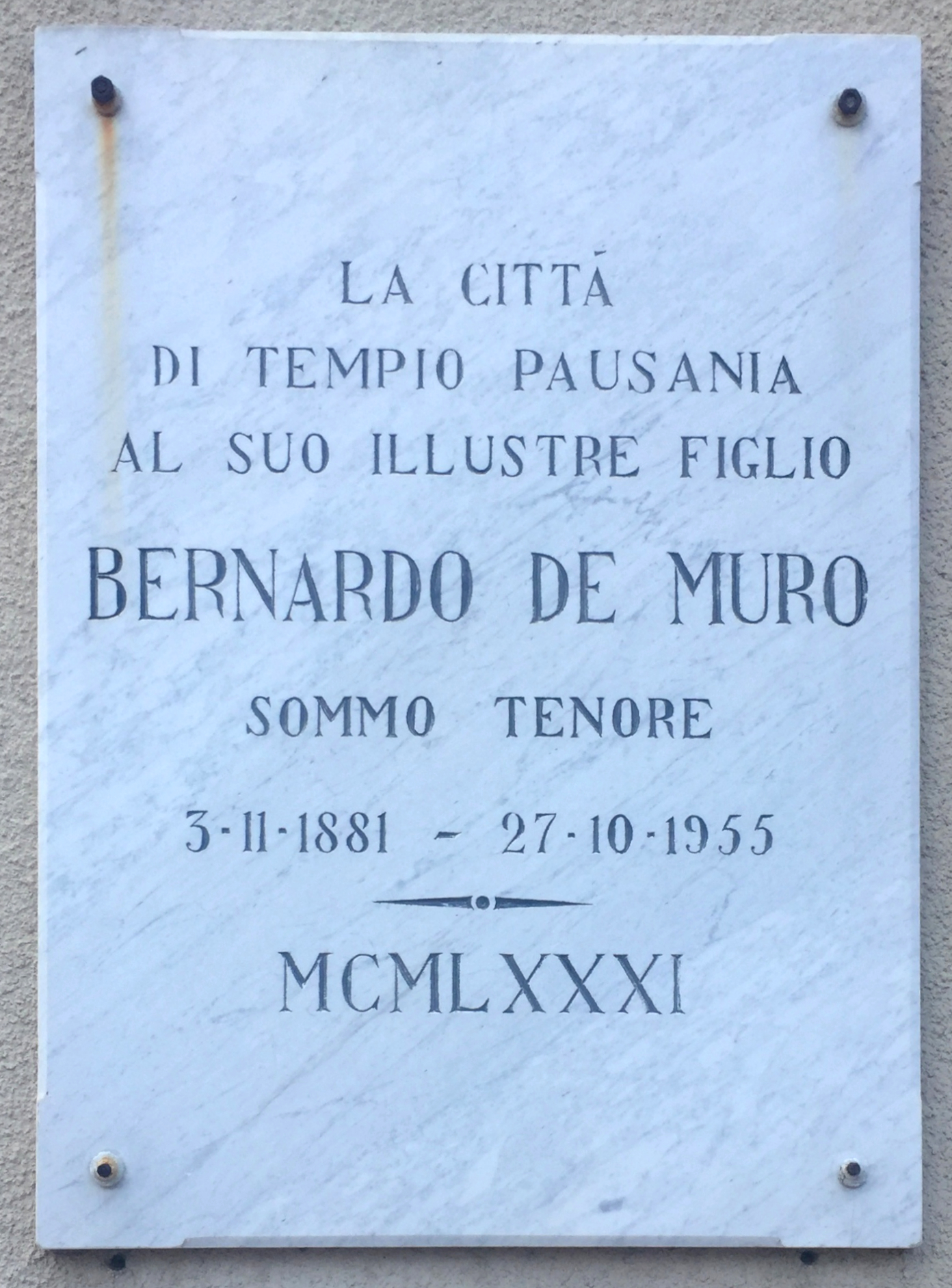
Plaque en hommage à Bernardo de Muro sur la mairie, apposée en 2016.